# Sotosalbos
Sotosalbos er en by og kommune i det centrale Spanien i provinsen Segovia. Den har et indbyggertal på 135 (2024) indbyggere.